# チャンスは平等
「チャンスは平等」（チャンスはびょうどう）は、日本の女性アイドルグループ乃木坂46の楽曲。2024年4月10日に乃木坂46の35作目のシングルとしてN46Div.から発売された。秋元康が作詞、中村泰輔が作曲した。楽曲のセンターポジションは今作をもってグループを卒業する山下美月が務めた。

## 背景とリリース
CDシングルの発売は前作『Monopoly』以来、約4か月ぶり。2024年2月11日深夜放送のテレビ東京系『乃木坂工事中』で発売が、2月18日深夜放送の同番組で選抜メンバーが、それぞれ発表された。当初は3月27日に発売を予定していたが、制作上の都合により同年4月10日に変更となった。なお、CDのリリースに先駆けて3月18日から表題曲『チャンスは平等』が先行配信された。同年4月4日に生配信された「乃木坂46分TV」で、本作収録のアンダー曲「車道側」のフォーメーションが発表され、音源およびミュージック・ビデオが初解禁された。同年6月20日に生配信された「乃木坂46分TV」で、本作収録の5期生曲「「じゃあね」が切ない」のミュージック・ビデオが初解禁された。
初回仕様限定盤Type-A・B・C・D、通常盤の5形態での発売。初回仕様限定盤各TypeにはBlu-rayが付属され、全国イベント参加券かスペシャルプレゼント応募券と生写真1枚が封入されている。Blu-rayには特典映像として、2023年11月 - 12月に開催された「新参者 LIVE at THEATER MILANO-Za」で披露した一部の楽曲に加え、全ての「五期生 おひとりさま天国」企画を含む全18曲のパフォーマンスを各Typeに分けて収録。
3月10日にさいたまスーパーアリーナで開催された『12th YEAR BIRTHDAY LIVE』DAY4のアンコールでタイトルが発表され、併せて初披露された。TV初披露は3月18日放送のTBS系『CDTVライブ!ライブ!2時間スペシャル』。

## アートワーク
| Type-A 表 | 山下美月                                                               |
| Type-B 表 | 久保史緒里・与田祐希・岩本蓮加・梅澤美波                               |
| Type-C 表 | 川﨑桜・賀喜遥香・井上和・遠藤さくら                                   |
| Type-D 表 | 弓木奈於・五百城茉央・一ノ瀬美空・池田瑛紗・田村真佑                   |
| 通常盤 表 | 向井葉月・佐藤楓・吉田綾乃クリスティー・中村麗乃・阪口珠美・伊藤理々杏 |

2月上旬に都内のスタジオで撮影された。コンセプトは「思い出を作りながら列車に乗り、旅をするメンバーの中で卒業を控えた山下美月が、次の旅に向けて列車を降りる」ことで、メンバー同士の絆や別れの切なさを感じさせる要素を取り入れた、ストーリー性あるジャケット写真となった。撮影はKIZENが初めて担当した。

## チャート成績
オリコンでは、初週51万7872枚を売り上げ、2024年4月22日付のオリコン週間シングルランキングで初登場1位を獲得した。今年度初の女性アーティスト初週売上50万枚となった。「おいでシャンプー」より連続34作1位獲得となり、女性アーティストとして歴代2位の記録を更新した。
Billboard JAPANでは、初週71万3872枚を売り上げ、2024年4月17日公開のBillboard Japan Top Singles Salesで初登場1位を獲得した。

## ミュージック・ビデオ
チャンスは平等
監督：大河臣、振付：松岡篤志
3月上旬に群馬県高崎市で撮影された。80年代のディスコソングを彷彿とさせる楽曲に合わせ、衣装や振付も80年代のソウルトレインがテーマ。とあるファッションショーでマネキンに扮したメンバーが、音楽が鳴り始めると急に踊り始める。誰もがついつい踊ってしまうという狙いのもと、250名のエキストラを入れて撮影が行われた。
車道側
監督：伊藤衆人、振付：LICO
とある学校で撮影された。各メンバーがそれぞれバスケ部、ダンス部、吹奏楽部、軽音楽部、帰宅部に分かれて新学期の学校生活を送る様子が収められている。
「じゃあね」が切ない
監督：今原電気、振付：CRE8BOY
長野県諏訪市の霧ヶ峰高原で撮影された。別れと再会がテーマとなっている。
夏桜
監督：東市篤憲
山下美月が自ら作詞を担当した。

## シングル収録トラック

### Type-A
| #         | タイトル                                    | 作詞      | 作曲          | 編曲          | 時間  |
| --------- | ------------------------------------------- | --------- | ------------- | ------------- | ----- |
| 1.        | 「チャンスは平等」                          | 秋元康    | 中村泰輔      | 中村泰輔      | 4:13  |
| 2.        | 「車道側」                                  | 秋元康    | 古城康行      | APAZZI        | 4:37  |
| 3.        | 「「じゃあね」が切ない」                    | 秋元康    | Yuya Fujinaka | Yuya Fujinaka | 5:10  |
| 4.        | 「チャンスは平等 ～off vocal ver.～」       |           | 中村泰輔      | 中村泰輔      | 4:13  |
| 5.        | 「車道側 ～off vocal ver.～」               |           | 古城康行      | APAZZI        | 4:37  |
| 6.        | 「「じゃあね」が切ない ～off vocal ver.～」 |           | Yuya Fujinaka | Yuya Fujinaka | 5:09  |
| 合計時間: | 合計時間:                                   | 合計時間: | 合計時間:     | 合計時間:     | 27:59 |

| #  | タイトル                           | 作詞 | 作曲・編曲 |
| -- | ---------------------------------- | ---- | ---------- |
| 1. | 「世界で一番 孤独なLover」         |      |            |
| 2. | 「命は美しい」                     |      |            |
| 3. | 「私のために 誰かのために」        |      |            |
| 4. | 「バンドエイド剥がすような別れ方」 |      |            |

### Type-B
| #         | タイトル                              | 作詞      | 作曲               | 編曲      | 時間  |
| --------- | ------------------------------------- | --------- | ------------------ | --------- | ----- |
| 1.        | 「チャンスは平等」                    | 秋元康    | 中村泰輔           | 中村泰輔  | 4:13  |
| 2.        | 「車道側」                            | 秋元康    | 古城康行           | APAZZI    | 4:37  |
| 3.        | 「あと7曲」                           | 秋元康    | 久保卓人、齋藤奏太 | 齋藤奏太  | 4:58  |
| 4.        | 「チャンスは平等 ～off vocal ver.～」 |           | 中村泰輔           | 中村泰輔  | 4:13  |
| 5.        | 「車道側 ～off vocal ver.～」         |           | 古城康行           | APAZZI    | 4:37  |
| 6.        | 「あと7曲 ～off vocal ver.～」        |           | 久保卓人、齋藤奏太 | 齋藤奏太  | 4:57  |
| 合計時間: | 合計時間:                             | 合計時間: | 合計時間:          | 合計時間: | 27:35 |

| #  | タイトル                       | 作詞 | 作曲・編曲 |
| -- | ------------------------------ | ---- | ---------- |
| 1. | 「強がる蕾」                   |      |            |
| 2. | 「きっかけ」                   |      |            |
| 3. | 「まりっか'17（てれっさ'21）」 |      |            |
| 4. | 「心にもないこと」             |      |            |
| 5. | 「いつの日にか、あの歌を…」    |      |            |

### Type-C
| #         | タイトル                                | 作詞      | 作曲      | 編曲      | 時間  |
| --------- | --------------------------------------- | --------- | --------- | --------- | ----- |
| 1.        | 「チャンスは平等」                      | 秋元康    | 中村泰輔  | 中村泰輔  | 4:13  |
| 2.        | 「車道側」                              | 秋元康    | 古城康行  | APAZZI    | 4:37  |
| 3.        | 「ぶんぶくちゃがま」                    | 秋元康    | 上田起士  | 渡辺徹    | 4:02  |
| 4.        | 「チャンスは平等 ～off vocal ver.～」   |           | 中村泰輔  | 中村泰輔  | 4:13  |
| 5.        | 「車道側 ～off vocal ver.～」           |           | 古城康行  | APAZZI    | 4:37  |
| 6.        | 「ぶんぶくちゃがま ～off vocal ver.～」 |           | 上田起士  | 渡辺徹    | 4:01  |
| 合計時間: | 合計時間:                               | 合計時間: | 合計時間: | 合計時間: | 25:43 |

| #  | タイトル             | 作詞 | 作曲・編曲 |
| -- | -------------------- | ---- | ---------- |
| 1. | 「羽根の記憶」       |      |            |
| 2. | 「マシンガンレイン」 |      |            |
| 3. | 「絶望の一秒前」     |      |            |
| 4. | 「Actually...」      |      |            |

### Type-D
| #         | タイトル                                              | 作詞      | 作曲      | 編曲      | 時間  |
| --------- | ----------------------------------------------------- | --------- | --------- | --------- | ----- |
| 1.        | 「チャンスは平等」                                    | 秋元康    | 中村泰輔  | 中村泰輔  | 4:13  |
| 2.        | 「車道側」                                            | 秋元康    | 古城康行  | APAZZI    | 4:37  |
| 3.        | 「サルビアの花を覚えているかい？」                    | 秋元康    | 本田正樹  | 本田正樹  | 4:31  |
| 4.        | 「チャンスは平等 ～off vocal ver.～」                 |           | 中村泰輔  | 中村泰輔  | 4:13  |
| 5.        | 「車道側 ～off vocal ver.～」                         |           | 古城康行  | APAZZI    | 4:37  |
| 6.        | 「サルビアの花を覚えているかい？ ～off vocal ver.～」 |           | 本田正樹  | 本田正樹  | 4:30  |
| 合計時間: | 合計時間:                                             | 合計時間: | 合計時間: | 合計時間: | 26:41 |

| #  | タイトル                     | 作詞 | 作曲・編曲 |
| -- | ---------------------------- | ---- | ---------- |
| 1. | 「帰り道は遠回りしたくなる」 |      |            |
| 2. | 「心の薬」                   |      |            |
| 3. | 「シンクロニシティ」         |      |            |
| 4. | 「17分間」                   |      |            |
| 5. | 「考えないようにする」       |      |            |

### 通常盤
| #         | タイトル                              | 作詞      | 作曲       | 編曲           | 時間  |
| --------- | ------------------------------------- | --------- | ---------- | -------------- | ----- |
| 1.        | 「チャンスは平等」                    | 秋元康    | 中村泰輔   | 中村泰輔       | 4:13  |
| 2.        | 「車道側」                            | 秋元康    | 古城康行   | APAZZI         | 4:37  |
| 3.        | 「夏桜」                              | 山下美月  | 伊藤心太郎 | 野中"まさ"雄一 | 4:26  |
| 4.        | 「チャンスは平等 ～off vocal ver.～」 |           | 中村泰輔   | 中村泰輔       | 4:13  |
| 5.        | 「車道側 ～off vocal ver.～」         |           | 古城康行   | APAZZI         | 4:37  |
| 6.        | 「夏桜 ～off vocal ver.～」           |           | 伊藤心太郎 | 野中"まさ"雄一 | 4:25  |
| 合計時間: | 合計時間:                             | 合計時間: | 合計時間:  | 合計時間:      | 26:31 |

### Special Edition
| #         | タイトル                           | 作詞      | 作曲               | 編曲           | 時間  |
| --------- | ---------------------------------- | --------- | ------------------ | -------------- | ----- |
| 1.        | 「チャンスは平等」                 | 秋元康    | 中村泰輔           | 中村泰輔       | 4:13  |
| 2.        | 「車道側」                         | 秋元康    | 古城康行           | APAZZI         | 4:37  |
| 3.        | 「「じゃあね」が切ない」           | 秋元康    | Yuya Fujinaka      | Yuya Fujinaka  | 5:11  |
| 4.        | 「あと7曲」                        | 秋元康    | 久保卓人、齋藤奏太 | 齋藤奏太       | 4:59  |
| 5.        | 「ぶんぶくちゃがま」               | 秋元康    | 上田起士           | 渡辺徹         | 4:03  |
| 6.        | 「サルビアの花を覚えているかい？」 | 秋元康    | 本田正樹           | 本田正樹       | 4:31  |
| 7.        | 「夏桜」                           | 山下美月  | 伊藤心太郎         | 野中"まさ"雄一 | 4:26  |
| 合計時間: | 合計時間:                          | 合計時間: | 合計時間:          | 合計時間:      | 32:00 |

## 歌唱メンバー

### チャンスは平等
（センター：山下美月）
- 3列目：吉田綾乃クリスティー、佐藤楓、阪口珠美、一ノ瀬美空、五百城茉央、池田瑛紗、伊藤理々杏、向井葉月、中村麗乃
- 2列目：田村真佑、井上和、遠藤さくら、賀喜遥香、川﨑桜、弓木奈於
- 1列目：与田祐希、久保史緒里、山下美月、梅澤美波、岩本蓮加

山下美月が32ndシングル「人は夢を二度見る」（久保史緒里とのWセンター）以来3作ぶり3度目（単独センターとしては26thシングル「僕は僕を好きになる」以来9作ぶり2度目）のセンターを務める。選抜メンバーは前作と同じ20人で、福神メンバーも前作と同じ11人（十一福神）。3期生の吉田綾乃クリスティーが加入8年目で初の選抜入りを果たしたほか、同じく3期生の佐藤楓が30thシングル「好きというのはロックだぜ！」以来5作ぶり、阪口珠美が31stシングル「ここにはないもの」以来4作ぶり、伊藤理々杏と中村麗乃が33rdシングル「おひとりさま天国」以来2作ぶりに選抜に復帰し、3期生全員が選抜メンバーに名を連ねた。また弓木奈於は初の福神となった。一方で4期生の黒見明香、柴田柚菜、筒井あやめ、5期生の菅原咲月と冨里奈央が選抜から外れた。なお、阪口珠美は今作をもってグループを卒業するため、最後の選抜となる。

### 車道側
（センター：筒井あやめ）
- 3列目：岡本姫奈、林瑠奈、佐藤璃果、松尾美佑、清宮レイ、矢久保美緒、奥田いろは
- 2列目：中西アルノ、柴田柚菜、金川紗耶、黒見明香、小川彩
- 1列目：菅原咲月、筒井あやめ、冨里奈央

アンダーメンバーによる楽曲。2024年5月4日には、ミュージックビデオの再生回数が表題曲「チャンスは平等」を超えた。

### 「じゃあね」が切ない
（センター：五百城茉央）
- 五百城茉央、池田瑛紗、一ノ瀬美空、井上和、岡本姫奈、小川彩、奥田いろは、川﨑桜、菅原咲月、冨里奈央、中西アルノ[22]

5期生による楽曲。

### あと7曲
- 遠藤さくら、小川彩、賀喜遥香、川﨑桜、林瑠奈、弓木奈於[22]

### ぶんぶくちゃがま
- 池田瑛紗、一ノ瀬美空、田村真佑、筒井あやめ、冨里奈央[22]

### サルビアの花を覚えているかい?
- 五百城茉央、奥田いろは[22]

### 夏桜
- 山下美月

今作で卒業を迎える山下のソロ曲で、自ら作詞を担当した。